# Tom Huddlestone
Thomas Andrew "Tom" Huddlestone, född 28 december 1986 i Nottingham, är en engelsk före detta fotbollsspelare. Huddlestone har varit lagkapten i Englands U21-landslag.

## Karriär
Huddlestone debuterade i Premier League för Tottenham mot Fulham den 31 januari 2006. Han blev invald i All Star Team i The Championship 2004/05. 
Den 15 juli 2017 återvände Huddlestone till Derby County, där han skrev på ett tvåårskontrakt med option på ytterligare ett år. I mars 2019 utnyttjade Huddlestone sin option och kontraktet förlängdes över säsongen 2019/2020. Den 1 juli 2020 lämnade Huddlestone klubben.
Den 17 augusti 2021 blev Huddlestone klar för en återkomst i Hull City, där han skrev på ett ettårskontrakt. Huddlestone debuterande följande dag med ett inhopp i den 73:e minuten mot Richard Smallwood i en 1–0-hemmaförlust mot Derby County.
Den 2 augusti 2022 värvades Huddlestone av Manchester United, där han fick en roll som spelande tränare i klubbens U21-lag. I juli 2024 meddelade Huddlestone att han avslutade sin fotbollskarriär.